# Robert Browning (byzantiniste)
Pour les articles homonymes, voir Browning.
Ne doit pas être confondu avec Robert Browning.
Robert Browning, né le 15 janvier 1914 à Glasgow et mort le 19 mars 1997 à Londres est un historien byzantiniste et professeur d'université écossais. 

## Début de carrière
Après ses études à la Kelvinside Academy de Glasgow, il entre en 1931 au département des sciences humaines de université de Glasgow dont il sort diplômé en 1935. Il est ensuite Snell Exhibitionner au Balliol College d'Oxford, et y obtient des diplômes de première classe en Mods and Greats ainsi que plusieurs prix (Nowlands, Ireland, Craven, Ferguson, De Paravicini et Jenkyns). 
À l'université de Glasgow, il acquiert la maîtrise de plusieurs langues d'Europe de l'Est, à commencer par l'albanais . 
En 1939, Browning reçoit un deuxième diplôme de Glasgow et entame un service militaire de sept ans dans la Royal Artillerydurant lequel il apprend  le géorgien. Il sert dans l'état-major en Italie et à la Commission de contrôle alliée à Sofia, en Bulgarie.  Plus tard, il exerce la fonction d'assistant de l'attaché militaire britannique à Belgrade, en Yougoslavie.

## Cours magistraux, honneurs et activités de retraité
En 1946, Browning retrouve le milieu académique, d'abord comme boursier senior Harmsworth au Merton College d'Oxford , puis à l'université de Londres. De 1947 à 1965, il enseigne à l'University College de Londres ; puis, il est professeur de lettres classiques et d'histoire ancienne au Birkbeck College de 1965 jusqu'à sa retraite qu'il prend en 1981.
Après sa retraite universitaire, Browning devient consultant à Dumbarton Oaks. Il est notamment conseiller de l'université de Chypre. Il reçoit un doctorat honoraire de l'université de Birmingham et la clé de citoyen d'honneur d'Athènes. 
En 1969, Browning publie un manuel qui fera autorité, le grec médiéval et moderne.  Il préside la Société pour la promotion des études helléniques et la Société pour la promotion des études byzantines.  Il est rédacteur en chef du Journal of Hellenic Studies et rédacteur de  bibliographie du magazine Byzantinische Zeitschrift .  Il est enfin vice-président de l'Association internationale des études byzantines à partir de 1981. Ses deux études de 1971, Justinian et Theodora , obtiennent une large reconnaissance. 
Il appartient au groupe des historiens du Parti communiste 
Son premier festschrift, intitulé à juste titre Maistor , est publié sur une initiative  australienne à Canberra en Australie en 1984.  Une deuxième, Philellen , est publiée sur initiative grecque à Venise (Italie) en 1997. 
Résumé de la carrière officielle de Browning : 
- Maître de conférences , University College London (1947-1955)
- Lecteur , University College London (1955-1965)
- Professeur de lettres anciennes et d'histoire ancienne, Birkbeck College, Londres (1965-1981) ( émérite )
- Membre de la British Academy 1978

## Vie privée
En 1946, il épouse Galina Chichekova, qu'il a rencontré à Sofia. Ils ont deux filles. En 1972, il épouse Ruth Gresh, qu’il a rencontrée au Caire, en Égypte.

## Œuvres
- (en) Dated Greek manuscripts from Cyprus to the year 1570. Dumbarton Oaks Research Library and Collection and Cyprus Research Centre, Washington D.C. 1993,  (ISBN 0-884-02210-2) (Dumbarton Oaks Studies, Band 30).
- (en) History, language and literacy in the Byzantine world. Variorum Reprints, Northampton 1989,  (ISBN 0-860-78247-6).
- (en) Church, state and learning in twelfth century Byzantium. Dr William’s Trust, London 1981,  (ISBN 0-852-17042-4).
- (en) The Byzantine Empire. Weidenfeld and Nicolson, London 1980,  (ISBN 0-297-77821-8).
- (en) Studies on Byzantine history, literature and education. Variorum, London 1977,  (ISBN 0-860-78003-1).
- (en) Byzantium and Bulgaria. A comparative study across the early medieval frontier. Temple Smith, London 1975,  (ISBN 0-851-17064-1).
- (en) Justinian and Theodora. Weidenfeld and Nicolson, London 1971,  (ISBN 0-297-00100-0), überarb. Aufl. Thames and Hudson, London 1987,  (ISBN 0-500-25099-5).
- (en) The Emperor Julian. Weidenfeld and Nicolson, London 1976,  (ISBN 0-297-77029-2).
- (en) Medieval and Modern Greek. Cambridge University Press, Cambridge 1969,  (ISBN 0-521-23488-3).
- (en) The Linear B Texts from Knossos. Transliterated and edited by Robert Browning. London 1955 (Bulletin of the Institute of Classical Studies of the University of London, Supplementary Papers, Nr. 1).